# Corraville
Corraville est une communauté situé dans le comté de Kings de l'Île-du-Prince-Édouard, au nord de Cardigan.